# Lasse Petry
Lasse Petry (* 19. September 1992 in Smørumnedre) ist ein dänischer Fußballspieler.

## Verein
In seiner Jugend spielte der Mittelfeldspieler für Ledøje-Smørum Fodbold und den FC Nordsjælland. Bei letzterem gelang ihm der Sprung in die Profimannschaft und Petry konnte dort 2011 den nationalen Pokal sowie ein Jahr später die dänische Meisterschaft feiern. Im Sommer 2018 wechselte er dann für ein halbes Jahr zum Zweitligisten Lyngby BK und anschließend zu Valur Reykjavík auf Island. Dort konnte er 2020 erneut eine Meisterschaft feiern. Dann kehrte er in seine Heimat zurück und schloss sich dem HB Køge an. 2022 spielte Petry wieder, dieses Mal für FH Hafnarfjörður, auf Island. Nach zweieinhalb Monaten endete der Kontrakt, und er kehrte für den Rest des Jahres zu Valur zurück. Seit 2023 ist er ohne Vertrag.

## Nationalmannschaft
Von 2012 bis 2013 bestritt Perty drei Testspiele für diverse dänische Jugendnationalmannschaften.

## Erfolge
- Dänischer Pokalsieger: 2011
- Dänischer Meister: 2012
- Isländischer Meister: 2020